# Benjamim Guimarães
 (mai 2024).
Pour les articles homonymes, voir Guimarães (homonymie).
Le Benjamim Guimarães est un bateau à aubes à vapeur construit en 1913 par les chantiers navals James Rees and Company de Pittsburgh. Mis en service sous le nom Gaiola, il prend son nom actuel dans les années 1920.
Il est aujourd’hui le dernier bateau à roues à aubes encore en service au Brésil. Il navigue sur le Rio São Francisco.

### Sources
- (en) Cet article est partiellement ou en totalité issu de l’article de Wikipédia en anglais intitulé « Benjamim Guimarães » (voir la liste des auteurs).